# Neaxestis piperita
Neaxestis piperita är en fjärilsart som beskrevs av George Francis Hampson 1905. Neaxestis piperita ingår i släktet Neaxestis och familjen trågspinnare. Inga underarter finns listade i Catalogue of Life.